# West Galena Township
Pour les articles homonymes, voir Galena Township.
West Galena Township est un township du comté de Jo Daviess dans l'Illinois, aux États-Unis,.

## Source de la traduction
- (en) Cet article est partiellement ou en totalité issu de l’article de Wikipédia en anglais intitulé « West Galena Township, Jo Daviess County, Illinois » (voir la liste des auteurs).